# Subida a Gorla
La Subia a Gorla est une course cycliste d'un jour espagnole disputée autour de Bergara (Guipuscoa), dans la communauté autonome du Pays basque. Créée en 1975, elle fait actuellement partie du Torneo Euskaldun.
Épreuve réputée pour les grimpeurs amateurs, elle compte deux vainqueurs du Tour de France à son palmarès : Alberto Contador et Carlos Sastre.

## Histoire
Disputée depuis 1975, la course s'affirme rapidement comme l'un des rendez-vous majeurs du calendrier amateur espagnol. La première édition est remportée par Alberto Fernández Blanco, monté à deux reprises sur le podium du Tour d'Espagne. Dans les années qui suivent, on dénombre notamment parmi les vainqueurs Julián Gorospe (1981), alors grand espoir du cyclisme basque, Pello Ruiz Cabestany (1982), Íñigo Cuesta (1992) ou encore Santiago Blanco (1994). En 1995, le Danois Claus Michael Møller devient le deuxième coureur étranger à inscrire son nom au palmarès, 17 ans après le succès du Français Raymond Hernando.
L'édition 1997 est remportée par Carlos Sastre, vainqueur du Tour de France 2008, devant Francisco Mancebo.

## Palmarès
| Année | Vainqueur                      | Deuxième                     | Troisième                    |
| ----- | ------------------------------ | ---------------------------- | ---------------------------- |
| 1975  | Alberto Fernández Blanco       | José Luis Mayoz              | Domingo Ortiz                |
| 1976  | Jose María Legarreta           | Ángel Arroyo                 | José Luis Mayoz              |
| 1977  | Miguel Ángel Albeniz           | José María Legarreta         | Raymond Hernando             |
| 1978  | Raymond Hernando               | Carlos Munain                | Jesús María Segura           |
| 1979  | Jesús María Segura             | Alfonso Cerezo               | José Luis Rodríguez Inguanzo |
| 1980  | Iñaki Arrieta                  | Juan García Díaz             | Julián Gorospe               |
| 1981  | Julián Gorospe                 | Iñaki Vijandi                | Jesús Argintxona             |
| 1982  | Pello Ruiz Cabestany           | Jokin Mujika                 | Jon Egiarte                  |
| 1983  | José del Ramo                  | Pello Ruiz Cabestany         | Iñaki Gastón                 |
| 1984  | Jesús Argintxona               | José Salvador Sanchis        | Jesús Alonso                 |
| 1985  | Eduardo Betanzos               | Fernando Martínez de Guereñu | Antonio Balboa (es)          |
| 1986  | Jesús Arambarri                | Koldo Alzaga                 | Iñaki Cendrero               |
| 1987  | Ion Garmendia                  | Iñaki Cendrero               | José Luis Villanueva         |
| 1988  | Luis María Urizar              | Alfredo Irusta (es)          | Julián Barcina               |
| 1989  | Julián Barcina                 | Alfredo Irusta (es)          | Roberto Lezaun               |
| 1990  | Javier Lazpiur                 | Ignacio García Camacho       | Luis María Urizar            |
| 1991  | Alfredo Irusta (es)            | Julián Barcina               | Camelo Gómez                 |
| 1992  | Íñigo Cuesta                   | Julián Barcina               | Jon Odriozola                |
| 1993  | Julián Barcina                 | Íñigo Cuesta                 | Roberto Laiseka              |
| 1994  | Santiago Blanco                | Bingen Fernández             | David Etxebarria             |
| 1995  | Claus Michael Møller           | Juan José Gómez              | David Cancela                |
| 1996  | Joseba Arregi                  | David Cancela                | Unai Osa                     |
| 1997  | Carlos Sastre                  | Francisco Mancebo            | Roberto Merino               |
| 1998  | Juan Manuel Gárate             | Jonathan Hall                | Pedro Arreitunandia          |
| 1999  | Juan Manuel Gárate             | Koldo Gil                    | Mikel Astarloza              |
| 2000  | Joaquim Rodríguez              | Luke Weir                    | Adolfo García Quesada        |
| 2001  | Alberto Contador               | Jonathan González Ríos       | Jon Bru                      |
| 2002  | Iñigo Urretxua                 | Antton Luengo                | Joseba Albizu                |
| 2003  | Jokin Ormaetxea                | Iñaki Lejarreta              | Antton Luengo                |
| 2004  | Jorge Azanza                   | Ismael Esteban               | David Pérez Íñiguez          |
| 2005  | Alberto Fernández de la Puebla | Eladio Sánchez               | Jesús Martín Gala            |
| 2006  | Beñat Intxausti                | Julen Goikoetxea (en)        | Alberto García Oblanca       |
| 2007  | Héctor González                | José Vicente Toribio         | Adrián Sáez                  |
| 2008  | Andrey Amador                  | Mikel Filgueira              | Eneko Echeverz               |
| 2009  | Mikel Landa                    | Garikoitz Bravo              | Alberto Morrás               |
| 2010  | Jesús Herrada                  | Pello Bilbao                 | Mikel Bizkarra               |
| 2011  | Omar Fraile                    | Aitor González Prieto        | Francisco Moreno             |
| 2012  | Santiago Ramírez               | Antonio Pedrero              | Aitor González Prieto        |
| 2013  | Cristian Cañada                | Arnau Solé                   | Julen Amézqueta              |
| 2014  | Arnau Solé                     | Álvaro Trueba                | Imanol Estévez               |
| 2015  | Jonathan Lastra                | Jaime Rosón                  | Julen Amézqueta              |
| 2016  | Sergio Samitier                | Fernando Barceló             | José Manuel Díaz             |
| 2017  | Eduardo Llacer                 | Álvaro Cuadros               | Txomin Juaristi              |
| 2018  | Torbjørn Hejman                | Iván Moreno                  | Gabriel Silva                |
| 2019  | Juan Fernando Calle            | Asier Etxeberria             | Carlos Ruiz                  |
| 2020  | annulé                         | annulé                       | annulé                       |
| 2021  | Asier Etxeberria               | Unai Iribar                  | Imanol Alvárez               |
| 2022  | Pablo Castrillo                | Sinuhé Fernández             | José Marín Aragón            |
| 2023  | David Delgado                  | Jorge Gutiérrez              | Julen Arriola-Bengoa         |
| 2024  | Ander Ganzabal                 | Álvaro Sagrado               | Ibai Azanza                  |
| 2025  | Jesse Maris                    | Pedri Crause                 | Unai Ramos                   |